# یادمان‌های حافظ
این فهرست به یادمان‌های حافظ می‌پردازد.

## جای‌ها
- حافظیه
- خیابان حافظ (تهران)
- خیابان حافظ (شیراز)
- نیروگاه حافظ

## مناسبت‌ها
- ۲۰ مهر

## مکتوب
- حافظ (ماهنامه)

## سینما
- جایزه حافظ
- حافظ (فیلم)

## دیگر
- فال حافظ
- لاله حافظی